# Microsoft Train Simulator
Microsoft Train Simulator (MSTS) er et computerspil, der blev lanceret af Microsoft i juli 2001. Det er en togsimulator og formentlig den mest populære af slagsen i 2000'erne.

## Spillet
Originalspillet indeholder seks ruter med et par passende tog hver:
- Settle Carlisle Railway i det nordvestlige England omkring 1930 med damplokomtivet LNER No. 4472 trækkende Flying Scotsman og omkring 1980 med diesellokomotivet Class 50 Vailant.
- Innsbruck – St.Anton (Østrig) med den klassiske Simplon Orient-Express og damplokomotivet kkStB 380.
- Northeast Corridor (Philadelphia—Washington)(USA) med højhastighedstoget Acela Express og tog trukket af ellokomotivet HHP-8.
- Marias Pass i det nordvestlige Montana (USA) med BNSF-godstog trukket af diesellokomotiverne Dash9-44CW, GP 38-2 og SD 40-2.
- Odakyu Odawara Line (Japan) med elektriske togsæt af serierne 2000 og 7000.
- Hisatsu Line (Japan) med dieselmotorvogne af typen KIHA 31.

Som spiller er man lokomotivfører i et givet tog. Man kan udføre forskellige aktiviteter, hvor der skal udføres forskellige opgaver og køreplanen overholdes. Eller man kan bare køre "ud i det blå" i Explore Route, hvor der ikke skal tages hensyn til køreplaner, men hvor der så til gengæld heller ikke er andre tog på strækningen. Til gengæld er de enkelte tog ikke bundet til deres strækninger men kan bruges frit, i det elektriske tog dog i sagens natur kun kan køre, hvor der er elektrificeret.
Der medfølger desuden mulighed for selv at lave ruter og aktiviteter.

## Versioner
I 2002 kom Microsoft med en opdateret udgave version 1.2 med lidt flere tog og aktiviteter mv. Opdateringerne kan dog også hentes fra den officielle MSTS-hjemmeside, så har man version 1.0, kan man uden problemer selv opdatere til version 1.2.
Til almindelig forvirring er MSTS udgivet med flere forskellige covers. De mest udbredte har enten et amerikansk BNSF-lokomotiv på forsiden eller damplokomotivet til Flying Scotsman. Det første er beregnet til det amerikanske marked og ses ofte afbilledet i webshops. Det sidste er beregnet til det europæiske marked og ses derfor oftest i praksis der. Forsidebilledet har imidlertid ingen betydning for indholdet.

## Supplerende ruter, tog og aktiviteter
En stærkt medvirkende grund til MSTS's popularitet er, at det står firmaer og privatpersoner frit for at supplere med ruter, objekter, tog, aktiviteter og supplerende programmer enten kommercielt eller som freeware. Det har mange benyttet sig af og gør det fortsat.
Ikke mindst Danmark udmærker sig ved at et stort antal ruter og tog med virkelige danske forbilleder samt passende aktiviteter. Ydermere kan stort set alt downloades frit fra diverse hjemmesider.
Også mange andre lande er godt med. Og da MSTS ikke kender til landegrænser og strømsystemer, er der frit slag. Om TGV skal køre til Vojens, eller X2000 skal suse gennem Østrig er ganske op til den enkelte spiller. Blot skal man være forberedt på at skulle lede en del rundt efter de ønskede ruter og tog, og at installeringen af dem ikke altid er helt enkel.
Alternativt kan man købe såkaldte addons (af engelsk Add-On, på dansk rettelig udvidelsespakke). Det er pakker, der typisk indeholder en given rute med et antal passende tog og aktiviteter. Flere tyske og engelske firmaer har udgivet mange addons.
Men uanset om man downloader eller køber, skal man være forberedt på at kvaliteten svinger stærkt. Nogle tog og ruter er næsten flottere end virkeligheden, mens andre i den modsatte ende af skalaen nok aldrig burde være blevet offentliggjort. Derudover foreligger en del tog kun som repaints (ommalinger) af andre tog.
Men er man utilfreds med disse forhold, eller savner man et bestemt tog eller rute, er der kun et svar: byg selv. MSTS indeholder selv programmer til at lave ruter og aktiviteter med, og andre har lavet frit tilgængelige programmer til at lave tog og objekter med og repainte disse med. Disse programmer kan til tider være noget tunge at danse med, og mange specialiserer sig da også i noget bestemt. Men er et program først lært, står det en frit for at bygge og male hvad som helst.

## Danske ruter og tog
Som nævnt findes et stort antal danske ruter og tog frit tilgængelige på diverse hjemmesider, i det der dog enkelte steder kræves registrering. Nedenfor er gengivet en række eksempler, men listerne er ikke komplette:

### Ruter
- Assensbanen V2.0
- Denmark 2000 G (H) (Lunderskov – Esbjerg – Tønder) – Helsingør – København – Fredericia – Hamburg samt strækningerne til Kalundborg, Lolland-Falster, Esbjerg – Tønder og Århus og København – Malmø. Største danske rute.
- HFHJ – Hundested – Hillerød
- Langelandsbanen 1911 – 1962
- Lollandsbanen II
- Northern Denmark – Århus – Frederikshavn
- HHJ - Odder - Århus
- Seeland Old III – de sjællandske hovedbaner ca. 1960.
- VNJ 3.1 – Varde – Nørre Nebel og Esbjerg – Skjern.
- Østbanen – Køge-Fakse Ladeplads/Rødvig

### Tog
- Damplokomotiver: Litra D, F, N, P, T
- Diesellokomotiver: Litra ME, MX (gl), MX (ny), MY, MZ
- Rangerlokomotiver: Klædeskab, Køf, MK, MT
- Togsæt: Desiro, IC3, IR4, Lint, MR-MRD, MO, Triangel-vogne
- Privatbanetog: Frichs firkant, Daddelæske, IC2, Skinnebusser, Y-tog
- Ældre personvogne: Litra AD-AY, AU, CC/Bg, CL, CM, CP, CX
- Nyere personvogne: Litra Bcm, WLAB, WRM, B-vogn-familien, Bn-vogn-familien, Dobbeltdækkervogne
- Post- og rejsegodsvogne: Litra DD, DO, ECO
- Godsvogn: Litra Hbis, Kbps, PU, QG, TD, Tdgs, Diverse container-, tank- og ølvogne
- Diverse tjenestekøretøjer og hjælpevogne, Kongevogne S1 og S8
- Et andengenerations S-tog, litra MM-FU-MU-FS

Ovenstående lister er ajourført 3. januar 2008. De skal tages med forbehold, da såvel ruter som tog kan trækkes tilbage med kort eller uden varsel.

## Fejl
Desværre indeholder MSTS flere fejl. Det kan være koblinger, der ikke virker, eller landskab, der forsvinder. Hvad der forårsager disse fejl er ikke helt klart, og i flere tilfælde optræder de kun hos enkelte spillere men ikke hos andre.
Også privatproducerede ting kan give anledning til problemer. Her skyldes det dog ofte forkert eller mangelfuld installation. Det skal derfor tilrådes at læse de medfølgende readme-filer, der ofte indeholder forskellige praktiske oplysninger om installation og eventuelle suppleringer. Det kan være tog, man skal have installeret i forvejen, men kan også skinne- og vejtyper, som nogle har benyttet til ruter i stedet for dem, der følger med i MSTS.

## MSTS2
I 2003 gik Microsoft i gang med at udvikle en version 2. Denne blev imidlertid droppet i foråret 2004. I stedet rettede MSTS-folket blikket mod Rail Simulator, der udkom 12. oktober 2007. Den bliver produceret af Kuju Entertainment (underleverandør til MSTS) og Electronic Arts.
19. januar 2007 annoncerede Microsoft imidlertid, at Aces Studio ville udvikle en ny version af Microsoft Train Simulator. I modsætning til forgængeren ville den blive et helt nyt produkt baseret på samme platform som Microsoft Flight Simulator X. To år efter, 23. januar 2009, annoncerede Microsoft imidlertid at de lukkede Aces Studio, hvorefter arbejdet med det nye spil blev stoppet. Det må herefter anses for lidet sandsynligt, at der vil komme en ny udgave.
Der udvikles stadigvæk fra anden side til MSTS i begrænset omfang, men ellers rettes blikket i stigende grad mod RailWorks, der er en videreudvikling af Rail Simulator, og som udkom 12. juli 2009.